# 克里斯·艾姆斯
克里斯·艾姆斯（英語：Chris Imes，1972年8月27日—），美国男子冰球运动员，场上位置是后卫。他曾代表美国国家队参加1994年冬季奥林匹克运动会冰球比赛，获得第8名。